# Emblema de Bougainville
El Emblema de Bougainville es un símbolo oficial de la Región Autónoma de Bougainville en Papúa Nueva Guinea.
El emblema representa un tambor garamut tradicional, baquetas y un tocado upe. Fue adoptado inicialmente en 1978 para la entonces provincia de Salomón del Norte y continuó en uso, con una leyenda modificada, cuando se creó la Región Autónoma de Bougainville en 2002.